# Ornebius guérini
Ornebius guérini är en insektsart som först beskrevs av Bolívar, I. 1900.  Ornebius guérini ingår i släktet Ornebius och familjen Mogoplistidae. Inga underarter finns listade i Catalogue of Life.